# Amore grande amore libero
Amore grande amore libero è il quarto album discografico del musicista italiano Il Guardiano del Faro (Federico Monti Arduini), pubblicato dalla RCA nel 1975. Il brano che gli dà il titolo vinse Un disco per l'estate 1975.

## Tracce
Lato A
1. Amore grande amore libero (strumentale) – 3:25 (musica: Arfemo)
2. Questa sera o mai più (strumentale) – 3:28 (musica: Arfemo)
3. Natalì (strumentale) – 4:17 (musica: Umberto Balsamo)
4. Pensiero segreto (strumentale) – 2:32 (musica: Arfemo)
5. From Russia with Love (dal film «A 007, dalla Russia con amore») (strumentale) – 2:37 (musica: Lionel Bart)
6. Smoke Gets in Your Eyes (strumentale) – 2:39 (musica: Jerome Kern)

Lato B
1. Il padrino II (dal film Il padrino - Parte II) (strumentale) – 4:05 (musica: Nino Rota)
2. My Little Friends (dal film «Paper Tiger») (strumentale) – 3:33 (musica: Roy Budd)
3. Vivere a due (strumentale) – 2:48 (musica: Giulio Libano)
4. You Are You (strumentale) – 3:22 (musica: Gilbert O'Sullivan)
5. Una donna come te (strumentale) – 5:06 (musica: Fred Ferrari)
6. Guarda è mattino (strumentale) – 2:22 (musica: Arfemo)